# Pat Matzdorf
Patrick Clifford (Pat) Matzdorf (Sheboygan, 26 december 1949) is een voormalige Amerikaanse atleet, die gespecialiseerd was in het hoogspringen. Hij had twee jaar lang het wereldrecord in handen in deze discipline. Hij kwalificeerde zich nimmer voor de Olympische Spelen.

## Loopbaan
Met een lengte van 1,90 m verbeterde Matzdorf op 3 juli 1971 in Berkeley, bij een landenwedstrijd tussen de Verenigde Staten en de Sovjet-Unie, het wereldrecord tot 2,29 m. Met deze prestatie scherpte hij zijn persoonlijk record aan met acht centimeter. Ook sprong hij hiermee vijf cm hoger dan zijn op één na beste hoogte, die hij vier jaar later zou springen.
In 1971 behaalde Pat Matzdorf zijn eerste succes door eerste te worden bij de universiteitskampioenschappen (indoor). Later dat jaar won hij goud bij de Pan-Amerikaanse Spelen in de Colombiaanse stad Cali. Met zijn beste poging van 2,10 versloeg hij de Canadees Wilf Wedmann (zilver; 2,10) en de Peruaan Luis Arbulú (brons; 2,05).
In 1972 raakte Matzdorf geblesseerd, waardoor hij niet meer in topvorm kon komen om zich te kwalificeren voor de Olympische Spelen in München.

## Titels
- Pan-Amerikaans kampioen hoogspringen - 1971
- NCAA-indoorkampioen hoogspringen - 1971

## Wereldrecord
| Hoogte (m) | Datum       | Plaats   |
| ---------- | ----------- | -------- |
| 2,29       | 3 juli 1971 | Berkeley |

## Palmares

### hoogspringen
- 1971:  Pan-Amerikaanse Spelen - 2,10 m